# Laíño
Laíño(llamada oficialmente San Xoán de Laíño) es una parroquia española del municipio de Dodro, en la provincia de La Coruña, Galicia.

## Otras denominaciones
La parroquia también es conocida por el nombre de San Juan de Laíño.

## Entidades de población
Entidades de población que forman parte de la parroquia:
- A Devesa
- Bexo
- Bustelo
- Castro
- Imo
- Teaio

## Demografía
| Gráfica de evolución demográfica de Laíño entre 2000 y 2019 |
|                                                             |
| Datos según el nomenclátor publicado por el INE.            |